# モンタナ州会議事堂

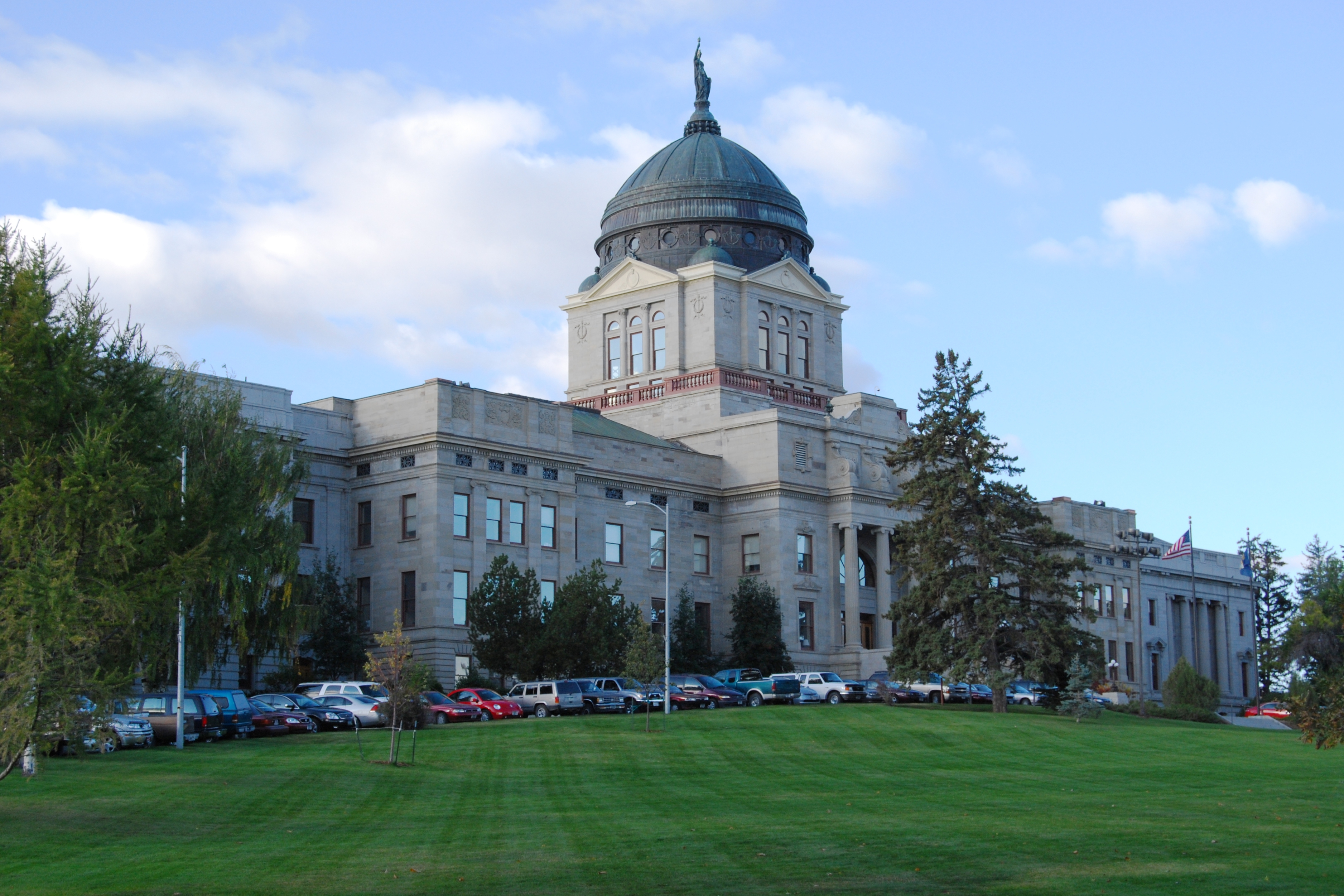
モンタナ州会議事堂

モンタナ州会議事堂（モンタナしゅうかいぎじどう、Montana State Capitol）は、アメリカ合衆国モンタナ州の州都ヘレナに立地する同州議会の議事堂。モンタナ州議会の上下両院の議場が置かれている。庁舎は1896年から1902年にかけて建設され、1909年から1912年にかけてウイングが増築された。議事堂は国家歴史登録財に指定されている。
庁舎はギリシア建築様式の要素を取り入れた新古典主義建築様式で、建材には地元モンタナ州産の御影石と砂岩が用いられている。庁舎のドームは銅板で覆われ、上には「自由の淑女」（Lady Liberty）と呼ばれる女性の像が立てられている。
庁舎内部中央のロタンダは金色で塗られ、1902年にチャールズ・A・ペドレッティによって描かれた4枚の絵画で囲まれている。これらの絵画にはモンタナ州史の初期において重要な役割を演じた、ネイティブ・アメリカン、探検家、金鉱夫、カウボーイがそれぞれ描かれている。ロタンダの西側のアーチにはアメディー・ジョーリンの手による、連邦下院初の女性議員ジャネット・ランキンの像を描いた半楕円形の絵画が飾られている。また、州下院本会議場の議長席の上には、モンタナ州が生んだウェスタン・アートの画家チャールズ・M・ラッセルの手による、Lewis and Clark Meeting Indians at Ross' Holeというタイトルの付された、幅762cm、高さ365.8cmの絵画が飾られている。この絵画には、ルイス・クラーク探検隊が、山を越えて太平洋に抜けるための最も安全なルートをモンタナのネイティブ・アメリカンのサリッシュ族に尋ねる場面が描かれている。